# 津田町 (香川県)
津田町（つだちょう）は、香川県大川郡にあった町。高松市への通勤率は18.5%、志度町への通勤率は8.5%（いずれも平成12年国勢調査）。現在のさぬき市津田町津田、津田町鶴羽に当たる。

## 歴史
- 1890年（明治23年）2月15日 - 町村制施行により、寒川郡津田村が発足。
- 1898年（明治31年）2月11日 - 町制施行し津田町となる。
- 1899年（明治32年）4月1日 - 大川郡の所属となる。
- 1950年（昭和25年）3月14日 - 昭和天皇が町内に行幸（昭和天皇の戦後巡幸）。琴林公園グラウンドに奉迎場を設けて天皇を迎えた[1]。
- 1956年（昭和31年）9月8日 - 鶴羽村と新設合併し、改めて津田町が発足。
- 2002年（平成14年）4月1日 - 大川郡大川町・志度町・寒川町・長尾町と新設合併し、さぬき市が発足。同日津田町廃止。なお津田町の名前は、大字に冠する形で残された（津田町津田、津田町鶴羽）[2]。

## 交通
- 道の駅津田の松原